# Wladimir Nikolajewitsch Tschekassin

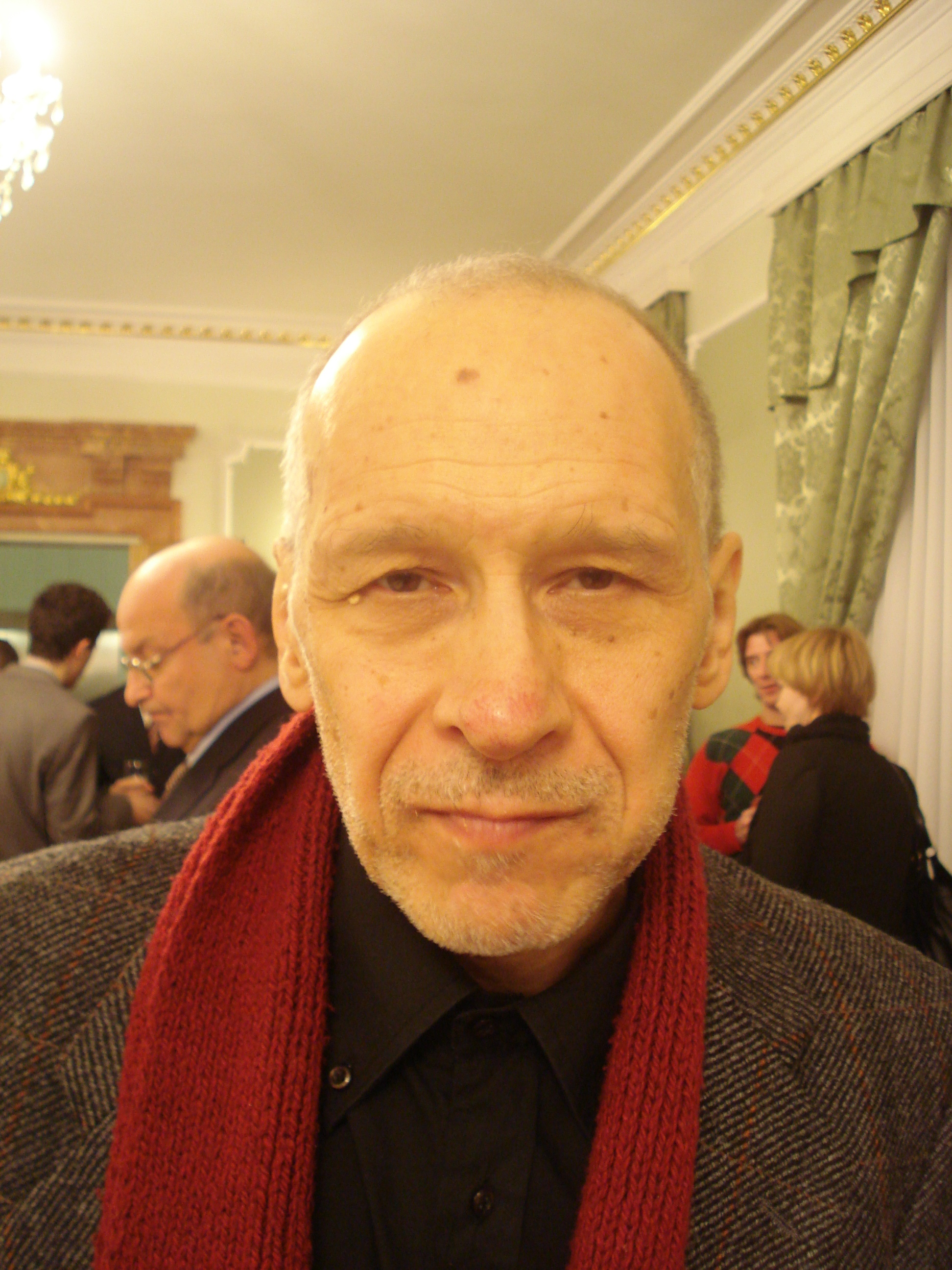
Wladimir Tschekassin

Wladimir Nikolajewitsch Tschekassin, auch Vladimir Chekasin (russisch Владимир Николаевич Чекасин; * 24. Februar 1947 in Swerdlowsk) ist ein russischer Saxophonist, Bandleader und Komponist des Avantgarde Jazz. Er zählte als Mitglied des ersten Ganelin Trio zu den markantesten Vertretern der russischen und litauischen Jazzszene der 1970er und 1980er Jahre.

## Leben und Wirken
Tschekassin wurde im früheren Swerdlowsk, dem heutigen Jekaterinburg geboren. Mit sechs Jahren lernte er Geige und Klavier, mit fünfzehn Klarinette. 1965 schloss er eine besondere Musikschule ab, 1970 die Musikakademie von Jekaterinburg.
Internationales Aufsehen erregte er mit seinem Auftritt auf dem Prager "Praga-71"-Festival. Als erster Preisträger eines Wettbewerbs für junge Jazzinstrumentalisten in Prag, der vom tschechischen Komponistenverband organisierten wurde, konnte er 1971 mit einer internationalen Besetzung, zu der Rudolf Dašek und Klaus Koch gehörten, ein Album für Supraphon einspielen (V.N. Cekasin a Pratele).
Im selben Jahr kam es zu einer ersten Begegnung mit Wjatscheslaw Ganelin und Wladimir Tarassow, die in Swerdlowsk ein Konzert gaben. Daraus entwickelte sich eine Zusammenarbeit im Ganelin Trio. Anfang der 1970er Jahre zog Tschekassin daher nach Vilnius. wo er zunächst hauptberuflich in einer Blaskapelle tätig war.
Tschekassin spielte neben Saxophon und Klarinette, auch Hirten- und Blockflöten, aber auch Fagott und Dudelsack, um zusätzliche Klangfarben ins Spiel zu bringen. Er war Mitglied im Ganelin Trio bis 1987 (als Ganelin nach Israel emigrierte), trat aber auch mit Sergei Kurjochin und Boris Grebenschtschikow im Trio auf ("Exercises", 1982); 1983 gründete er mit dem Pianisten Oleg Molokojenow, dem Bassisten Leonid Tschinkarenko und dem Schlagzeuger Gediminas Laurinyavinchus ein eigenes Quartett, mit dem für Leo Records 1983 das Album "Nostalgia" entstand.
Von 1994 an trat er regelmäßig an einer der zentralen Moskauer Bühnen auf und wirkte dort auch als Komponist oder Produzent von Aufführungen mit Schauspielern und Musikern verschiedener Länder. Seit 1975 arbeitete Tschekassin neben dem Jazz auch für Theater- und für Filmproduktionen, wie 1991 für den Film Taxi Blues von Pawel Lungin, dessen Musik den ersten Preis auf dem Filmfestival in Cannes erhielt. Ab 1975 arbeitete Tschekassin auch als Dozent an der Litauischen Musikakademie und an der Balys-Dvarionas-Musikschule. Er schrieb auch das Lehrbuch „Operative composition and structuring“.
In der UdSSR galt Tschekassin als einer der angesehensten Jazzmusiker und gewann zahlreiche Preise. Im Laufe seiner Karriere nahm Tschekassin über 60 Alben auf.

## Ausgewählte diskographische Hinweise
- Ganelin Trio: Catalogue: Live in East Germany (Leo1979 – LR 102)
- Ganelin Trio: Ancora da Capo (Leo 1980 – LR 108)